# Saut en hauteur féminin aux championnats du monde d'athlétisme 1997
Navigation
Göteborg 1995 Séville 1999
L'épreuve du saut en hauteur féminin des championnats du monde d'athlétisme 1997 s'est déroulée les 8 et 10 août 1997 au Stade olympique d'Athènes, en Grèce. Elle est remportée par la Norvégienne Hanne Haugland.

## Résultats

### Finale
| Rang              | Athlète              | Pays           | Essais | Essais | Essais | Essais | Essais | Essais | Marque | Notes |
| Rang              | Athlète              | Pays           | 1,85 m | 1,90 m | 1,93 m | 1,96 m | 1,99 m | 1,99 m | Marque | Notes |
| ----------------- | -------------------- | -------------- | ------ | ------ | ------ | ------ | ------ | ------ | ------ | ----- |
| Médaille d'or     | Hanne Haugland       | Norvège        | o      | o      | o      | o      | - - -  | o      | 1,99 m |       |
| Médaille d'argent | Olga Kaliturina      | Russie         | o      | o      | o      | o      | - - -  | -      | 1,96 m |       |
| Médaille d'argent | Inga Babakova        | Ukraine        | o      | o      | o      | o      | - - -  | -      | 1,96 m |       |
| 4                 | Yuliya Lyakhova      | Russie         | o      | o      | - -o   | - -o   | - - -  |        | 1,96 m |       |
| 5                 | Kajsa Bergqvist      | Suède          | o      | -o     | -o     | - - -  |        |        | 1,93 m |       |
| 5                 | Tatyana Motkova      | Russie         | o      | -o     | -o     | - - -  |        |        | 1,93 m |       |
| 7                 | Antonella Bevilacqua | Italie         | o      | o      | - -o   | - - -  |        |        | 1,93 m |       |
| 7                 | Alina Astafei        | Allemagne      | o      | o      | - -o   | - - -  |        |        | 1,93 m |       |
| 7                 | Britta Bilač         | Slovénie       | o      | o      | - -o   | - - -  |        |        | 1,93 m |       |
| 10                | Hestrie Cloete       | Afrique du Sud | o      | o      | - - -  |        |        |        | 1,90 m |       |
| 10                | Heike Balck          | Allemagne      | o      | o      | - - -  |        |        |        | 1,90 m |       |
| 12                | Pia Zinck            | Danemark       | o      | - -o   | - - -  |        |        |        | 1,90 m |       |
| 13                | Monica Iagăr−Dinescu | Roumanie       | o      | - - -  |        |        |        |        | 1,85 m |       |

## Légende
Records et Performances
- AR : Record continental (area record)
- CR : Record des championnats (championship record)
- MR : Record du meeting (meet record)
- NR : Record national (national record)
- OR : Record olympique (olympic record)
- PR : Record paralympique (paralympic record)
- PB : Record personnel (personal best)
- SB : Meilleure performance personnelle de la saison (season's best)
- WL : Meilleure performance mondiale de l'année (world leader)
- WJR : Record du monde junior (world junior record)
- WR : Record du monde (world record)

Circonstances et Conditions
- DNF : N'a pas terminé (did not finish)
- DNS : N'a pas pris le départ (did not start)
- DQ : Disqualification (disqualification)
- NM : Aucun essai valable enregistré (No Mark)
- Q : Qualifié « directement » au prochain tour (ou à la prochaine compétition), lors d'une compétition majeure, grâce au classement ou à la réalisation des minima (automatic qualifier)
- q : Qualifié au prochain tour (ou à la prochaine compétition), lors d'une compétition majeure, grâce au repêchage ou à la réalisation de l'une des meilleures performances parmi celles des « non qualifiés directement » (grâce au meilleur temps ou à la meilleure distance par exemple) (secondary qualifier)